# Polemonium hultenii
Polemonium hultenii là một loài thực vật có hoa trong họ Polemoniaceae. Loài này được HARA miêu tả khoa học đầu tiên..